# Fredy Rajaofera
Fredy Rajaofera, född 1902, död 1968, var en madagaskisk poet, romanförfattare, journalist och akademiker. Han var först med att skriva fri vers på malagassiska, och umgicks i kretsen kring Jean-Joseph Rabearivelo, med tiden Madagaskars nationalpoet. Han publicerade sina dikter i en rad madagaskiska tidningar, innan han blev redaktör för Courrier de Madagascar.
I Antananarivo är en gata uppkallad efter Fredy Rajaofera. På gatan ligger bland annat madagaskiska författarförbundet och Malaysias konsulat.